# Rue Nicolas-Louis-Vauquelin (Toulouse)
Pour les articles homonymes, voir Rue Vauquelin.
La rue Nicolas-Louis-Vauquelin est une voie de Toulouse, chef-lieu de la région Occitanie, dans le Midi de la France.

## Situation et accès

### Description
La rue Nicolas-Louis-Vauquelin est une voie publique. Elle se trouve dans le quartier de Mirail-Université, dans le secteur 6 - Ouest.
Elle naît de l'avenue de Tabar. Elle est, dans sa première partie, sur environ 400 mètres, orientée au nord-est, presque parallèle à l'avenue de Reynerie. Elle donne naissance sur sa gauche successivement à l'impasse Nicolas-Louis-Vauquelin, puis à la voie de contour de l'université Jean-Jaurès. La rue Nicolas-Louis-Vauquelin oblique ensuite au nord-ouest, et sur 500 mètres elle est parallèle au périphérique (A620), desservant la zone d'activité Vauquelin. Elle donne également naissance à l'allée Antonio-Machado, qui dessert l'université Jean-Jaurès. À mi-parcours, un passage souterrain réservé aux piétons et aux mobilités douces, passant sous le périphérique, permet de rejoindre la rue Louis-Vestrepain. Enfin, dans sa dernière partie, longue de 200 mètres, la rue Nicolas-Louis-Vauquelin oblique à l'ouest pour rejoindre le rond-point de la Cépière, au carrefour du chemin du Mirail, et de l'échangeur du périphérique no 27 (La Cépière).
La chaussée ne compte, entre l'avenue de Tabar et l'avenue de Reynerie, qu'une seule voie de circulation automobile en sens unique puis, entre l'avenue de Reynerie et le rond-point de la Cépière, voie de circulation automobile dans chaque sens. Elle appartient à une zone 30 et la vitesse y est limitée à 30 km/h. Il n'existe pas d'aménagement cyclable.

### Voies rencontrées
La rue Nicolas-Louis-Vauquelin rencontre les voies suivantes, dans l'ordre des numéros croissants (« g » indique que la rue se situe à gauche, « d » à droite) :
1. Avenue de Tabar
2. Impasse Nicolas-Louis-Vauquelin (g)
3. Avenue de Reynerie (d)
4. Allée Antonio-Machado (g)
5. Rue Louis-Vestrepain - accès piéton (d)
6. Chemin du Mirail (g)
7. Rond-point de la Cépière

### Transports
La rue Nicolas-Louis-Vauquelin n'est pas directement desservie par les transports en commun. Elle se trouve cependant à proximité, au sud, de l'avenue de Tabar, qui abrite la station Mirail – Université, sur la ligne de métro , et près de laquelle se trouvent les arrêts de la ligne de bus 14. À l'est, l'allée de Guyenne, la rue Henri-Desbals et la rue du Lot sont parcourues par la ligne de bus 13 qui permet de rejoindre la station Bagatelle, sur la même ligne de métro . Enfin, au nord, la rue Nicolas-Louis-Vauquelin débouche sur le rond-point de la Cépière, où se trouvent les arrêts des lignes de bus 141887.
Les stations de vélos en libre-service VélôToulouse les plus proches sont, au nord, la station no 263 (87 avenue Jean-Baylet) et, au sud, les stations no 220 (3 rue de l'Université-du-Mirail) et no 221 (face 85 rue Nicolas-Louis-Vauquelin).

## Odonymie

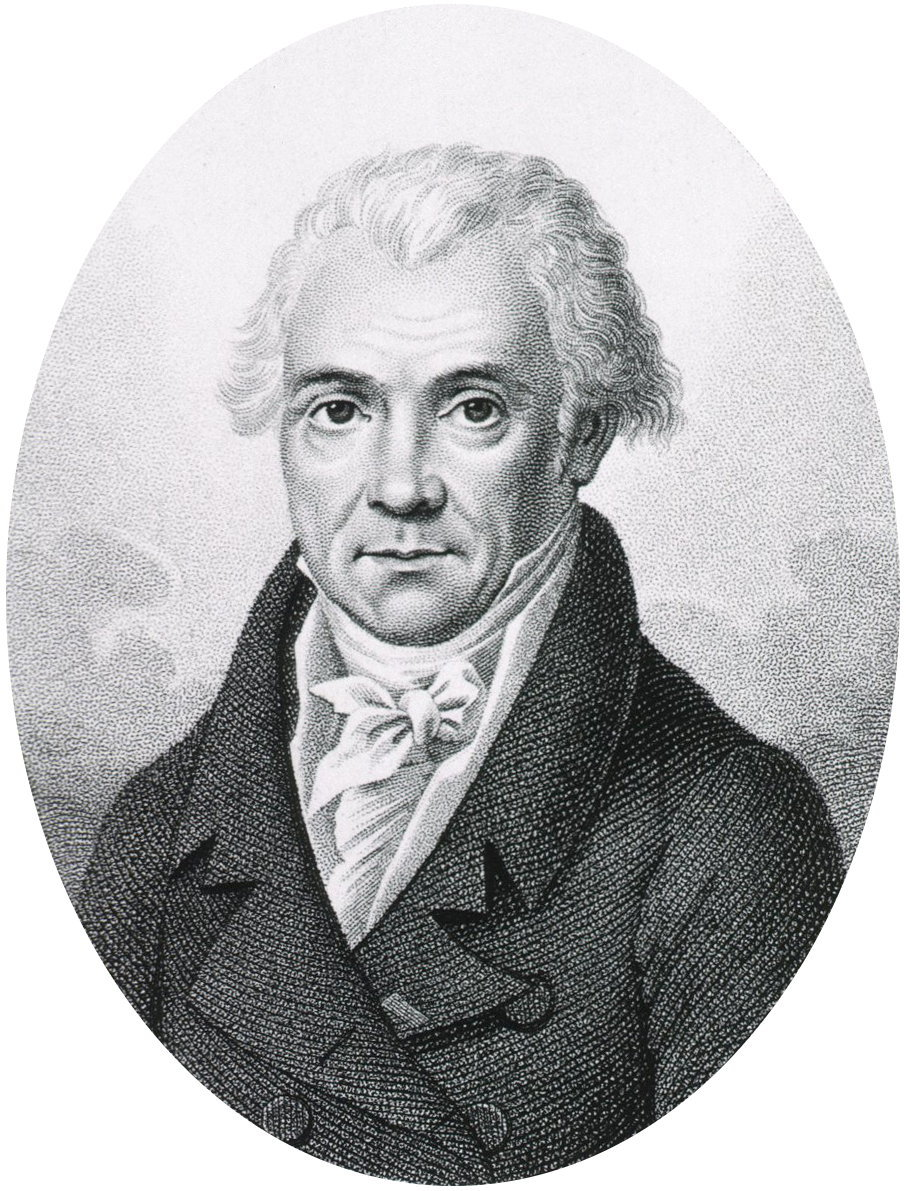
Portrait de Nicolas-Louis Vauquelin (gravure anonyme, National Library of Medicine.

La rue est nommée en hommage à Nicolas-Louis Vauquelin (1763-1829), pharmacien et chimiste français. Il est d'abord le collaborateur d'Antoine-François Fourcroy. En 1795, il est membre de l'Institut, puis il enseigne également à l'École polytechnique, à l'École des mines, au Collège de France et enfin à la faculté de médecine de Paris. Il est député du Calvados de 1827 à sa mort.
En 1973, la rue Nicolas-Louis-Vauquelin a absorbé une partie de la rue Henri-Desbals, coupée par le percement de l'avenue du Corps-Franc-Pommiès, devenue une partie de la rocade ouest et actuel périphérique de Toulouse. C'était, au XVIIe siècle, le chemin de Fontaine-Lestang, parce qu'il menait au château et au domaine de ce nom (près de l'actuelle rue André-Maurois). En 1947, on attribua au chemin le nom d'Henri Desbals (1904-1944), conseiller municipal entre 1939 et 1940, Résistant pendant la Seconde Guerre mondiale, membre du groupe « Libérer et Fédérer », arrêté et déporté au camp de concentration de Buchenwald où il mourut le 4 mars 1944.

## Patrimoine et lieux d'intérêt

### Établissements d'enseignement
- no  83 : université Jean-Jaurès.

- no  105 : centre de formation continue Saint-Louis.
Le centre de formation continue Saint-Louis, ouvert en 1997, est un des établissements de la Fondation Apprentis d'Auteuil dédié à l'insertion.

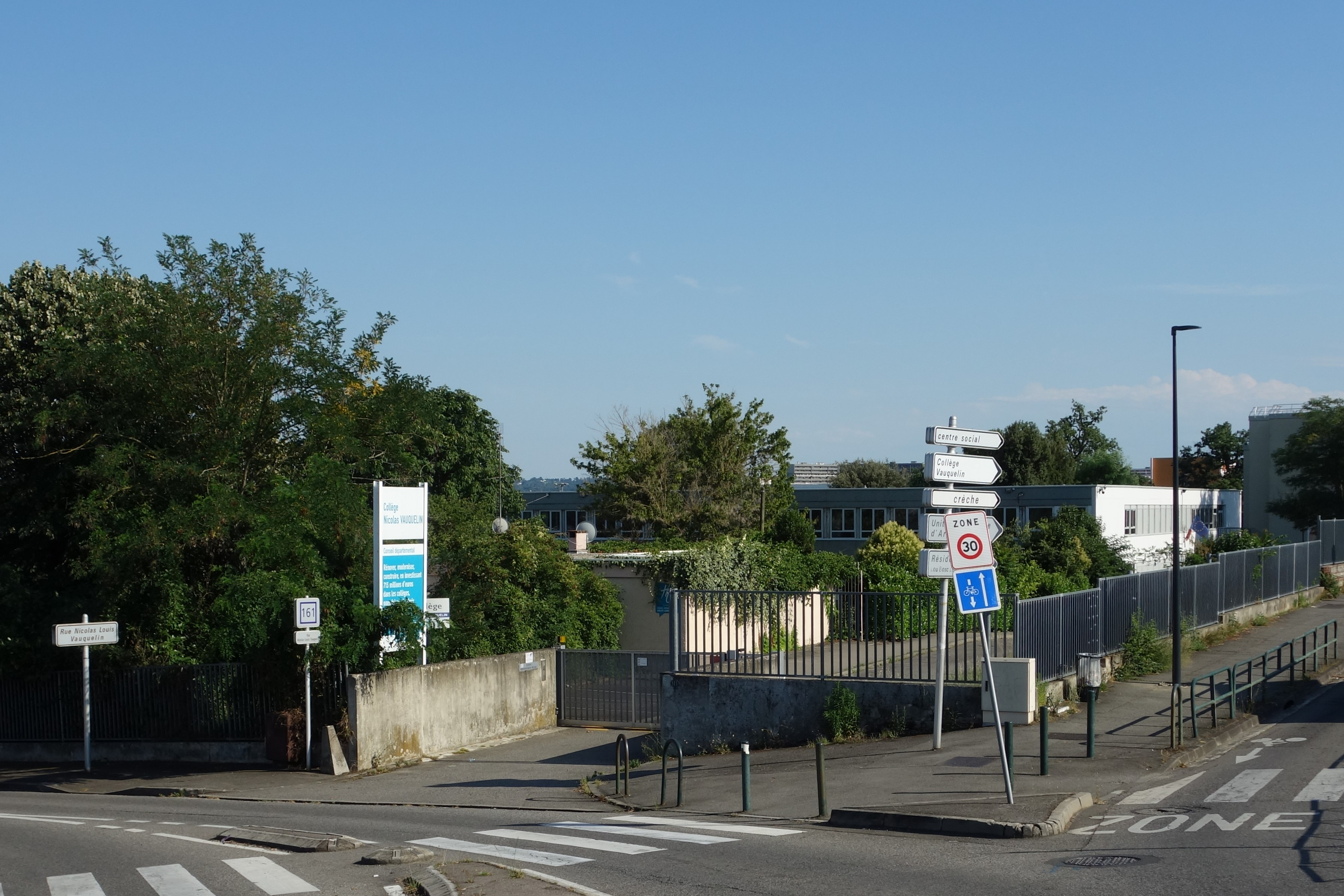
no 161 : le collège Nicolas-Vauquelin, à l'angle du chemin du Mirail.

- no  161 : collège Nicolas-Vauquelin.
Le collège d'enseignement secondaire du Mirail est le deuxième établissement construit par la SETOMIP dans le cadre de ZUP du Mirail, après celui de Bellefontaine, ouvert en 1968 (ancien no 5 cheminement Francisco-de-Goya), et avant celui de la Reynerie (ancien no 1 rue de Kyiv). Il doit accueillir 1 200 élèves du nouveau quartier. Les plans en sont donnés par l'agence toulousaine de l'architecte Georges Candilis, dirigée par Jean-Marie Lefèvre, qui doit mener les travaux le plus rapidement possible : le chantier, commencé en septembre 1968, est achevé en janvier 1969. Il reçoit finalement le nom de Nicolas-Louis Vauquelin. Le collège connaît des difficultés moindres que les autres collèges de la ZUP : toutefois, quoiqu'il n'ait pas été classé en zone d'éducation prioritaire (ZEP), il intègre les dispositifs du Réseau ambition réussite (RAR) en 2006, remplacé par le dispositif Écoles, collèges, lycées pour l'ambition, l'innovation et la réussite (Éclair) en 2011. En 2015, il est finalement placé au cœur d'un Réseau d'éducation prioritaire (REP). En 2021, il compte 850 élèves[4]. 
Pour réduire les temps de construction, les architectes recourent à l'utilisation d'éléments préfabriqués en béton. Les bâtiments sont disposés sur une vaste parcelle d'environ 2 250 m² à l'angle du chemin du Mirail, qui présente l'originalité de se trouver à la limite de la terrasse de la Garonne et présente une déclivité de 7 à 8 mètres. Le collège se compose de trois corps de bâtiment rectangulaires. Les deux premiers, à l'ouest et au sud, prennent appui sur la pente de la terrasse. Ils abritent les salles dévolues à l'enseignement et à l'administration. Ils sont disposés autour de deux cours intérieures, permettant un double éclairage des pièces. La cour ouest est en gradin, formant un amphithéâtre. Le troisième corps de bâtiment, à l'est, en rez-de-chaussée, accueille le restaurant scolaire. Les logements de fonction se situent au nord du collège, du côté de la rue Nicolas-Louis-Vauquelin. On retrouve le plan utilisé pour le lotissement des Mûriers, construit entre 1971 et 1973 allée de Bellefontaine : ici, sept logements, en rez-de-chaussée et aux plans en L, s'accrochent en « grappes »[5].

### Maisons
- no  49 : maison.
La maison est construite dans la deuxième moitié du XIXe siècle. Elle est disposée perpendiculairement à la rue Nicolas-Louis-Vauquelin et présente sa façade principale, surmontée d'un pignon, au sud, face à l'avenue du Tabar. Elle s'élève sur deux niveaux, séparés par un cordon. La porte et les fenêtres sont voûtées en plein cintre. À l'étage, la fenêtre centrale est encadrée de deux jours dont les ornements sont en terre cuite[6].

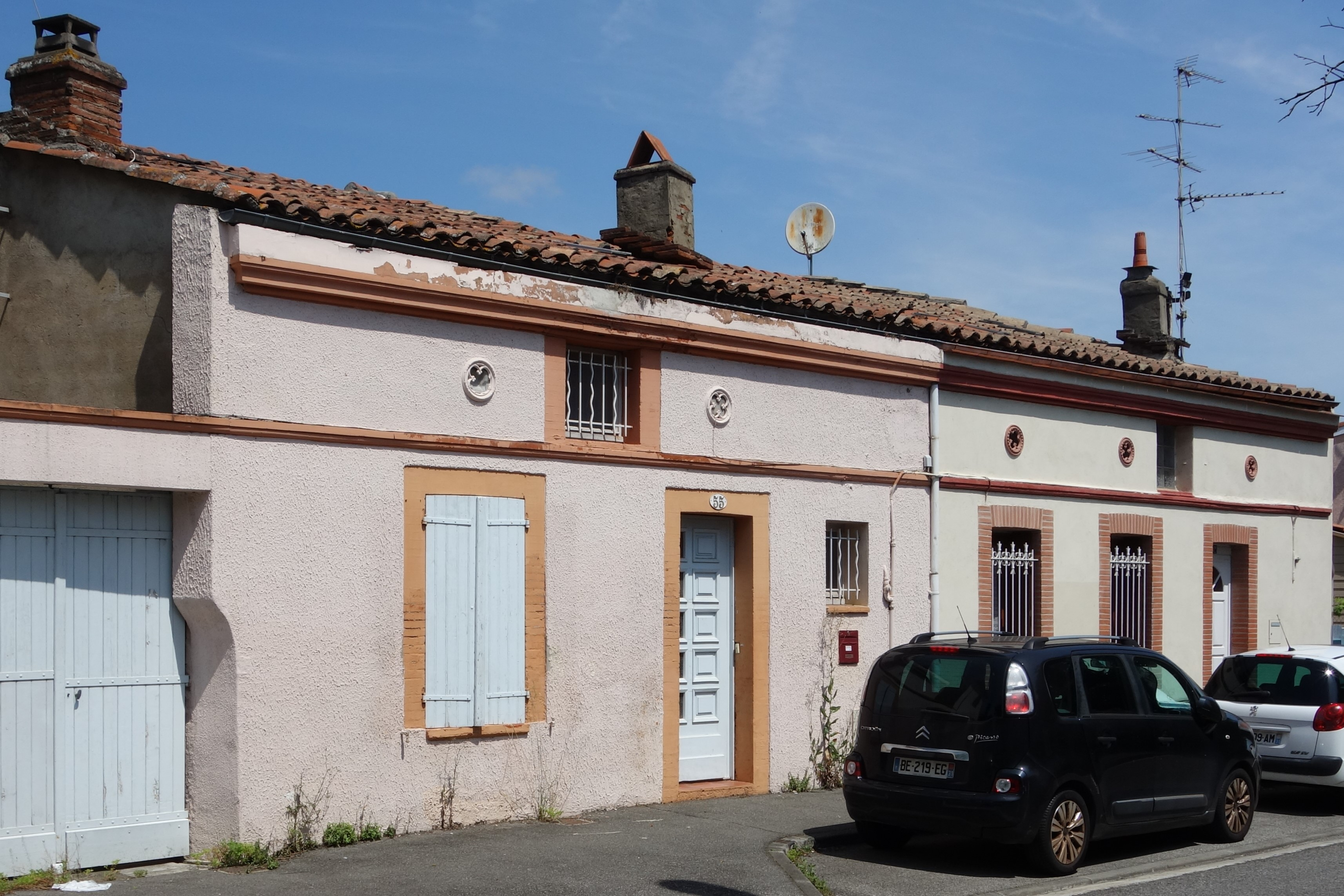
no 55-55 bis : maison toulousaine.

- no  55-55 bis : maison toulousaine. 
Une maison toulousaine est construite dans la deuxième moitié du XIXe siècle. Elle est séparée à une date plus tardive en deux logements. Elle est bâtie en brique et s'élève sur deux niveaux, séparés par un cordon. Le niveau de comble à surcroît est percé de petites fenêtres carrées et d'ouvertures qui ont conservé leur ornement de terre cuite. L'élévation est couronnée par une corniche moulurée[7],[8].

- no  63-63 bis : maison toulousaine. 
La maison toulousaine, construite à la fin du XIXe siècle, est bâtie en brique. Elle est profondément modifiée en 2010, seules les deux travées de gauche ayant conservé leur aspect originel. Celles-ci sont percées de fenêtres rectangulaires qui ont un chambranle à crossettes. La séparation du niveau de comble est marquée par un bandeau de brique[9].

- no  77 : maison toulousaine. 
La maison toulousaine, construite dans la deuxième moitié du XIXe siècle, est bâtie en brique. La porte est mise en valeur par un chambranle mouluré et à crossettes. La corniche moulurée qui couronne l'élévation est surmontée d'une frise d'antéfixes en terre cuite[10].

- no  78 : ferme. 
La ferme maraîchère, construite dans la deuxième moitié du XIXe siècle, est disposée perpendiculairement à la rue Nicolas-Louis-Vauquelin et orientée au sud, face à l'avenue du Tabar. Elle est bâtie en briques, en galets et en terre crue agglomérée avec des graviers. Elle développe sa façade sur huit travées et deux niveaux, séparés par un cordon mouluré. Le niveau de comble est percé de petites fenêtres carrées et de jours qui ont des ornements en terre cuite. L'élévation est couronnée par une corniche moulurée. En avant de la ferme, un muret sépare encore la cour du jardin[11].

- no  85 : maison toulousaine (deuxième moitié du XIXe siècle)[12].

### Zone d'activité Vauquelin

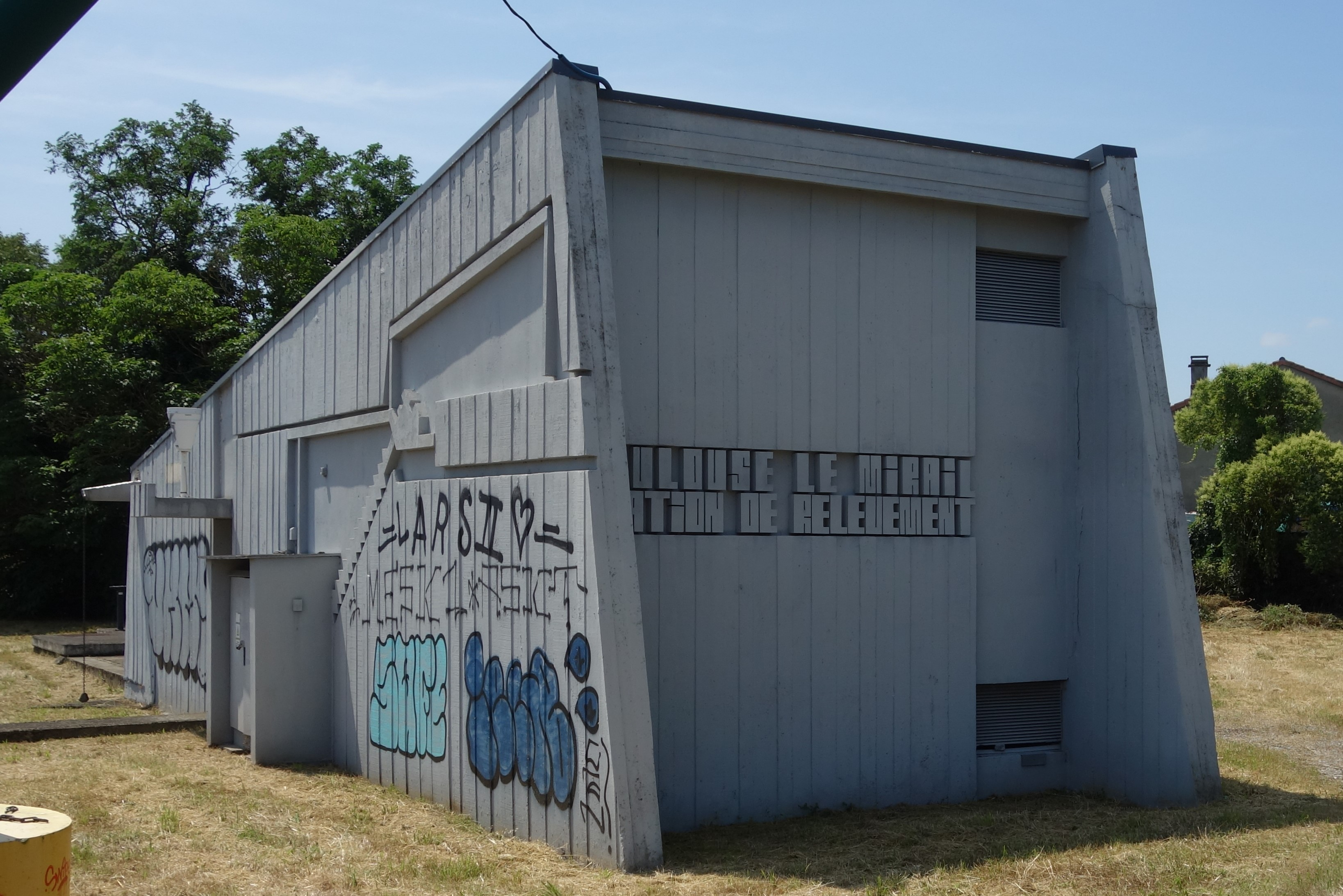
no 101 : la station de relevage du Mirail.

- no  101 : station de relevage du Mirail.
La station de relevage du Mirail est construite pour relever les eaux usées de la ZUP du Mirail. Le bâtiment, dont le plan est rectangulaire, est construit en béton brut. Les quatre côtés sont animés par des bandeaux verticaux. Sur le côté est, la porte est surmontée par un auvent en béton. Du côté est, la façade est gravée du plan de la station de relevage vue en coupe, avec ses différents niveaux. Sur le côté nord, la façade porte l'inscription en relief "TOULOUSE LE MIRAIL STATION DE RELEVEMENT"[13].

- no  111 : imprimerie Messages.
Entreprise de travaux publics Sylvain Bastiani (1972, R. Ginesta)[14].